# Condizione della donna in Vietnam

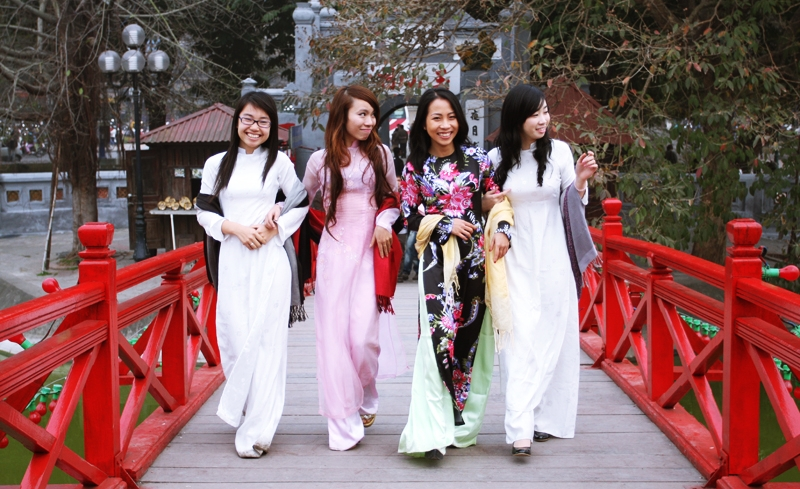
Donne vietnamite.

In Vietnam le donne hanno giocato un ruolo importante nella storia del Paese. Per quanto riguarda i diritti delle donne nel 2012 il 24,4% dei parlamentari erano di sesso femminile, mentre nel 2010 si attestava al 24,7 la percentuale di donne in possesso dell'istruzione secondaria; nel 2011 le donne impiegate nella forza lavoro costituivano il 73,2% di tutte le cittadine del paese, mettendolo così al 66º posto su 135 per livello globale d'uguaglianza di genere

## Storia

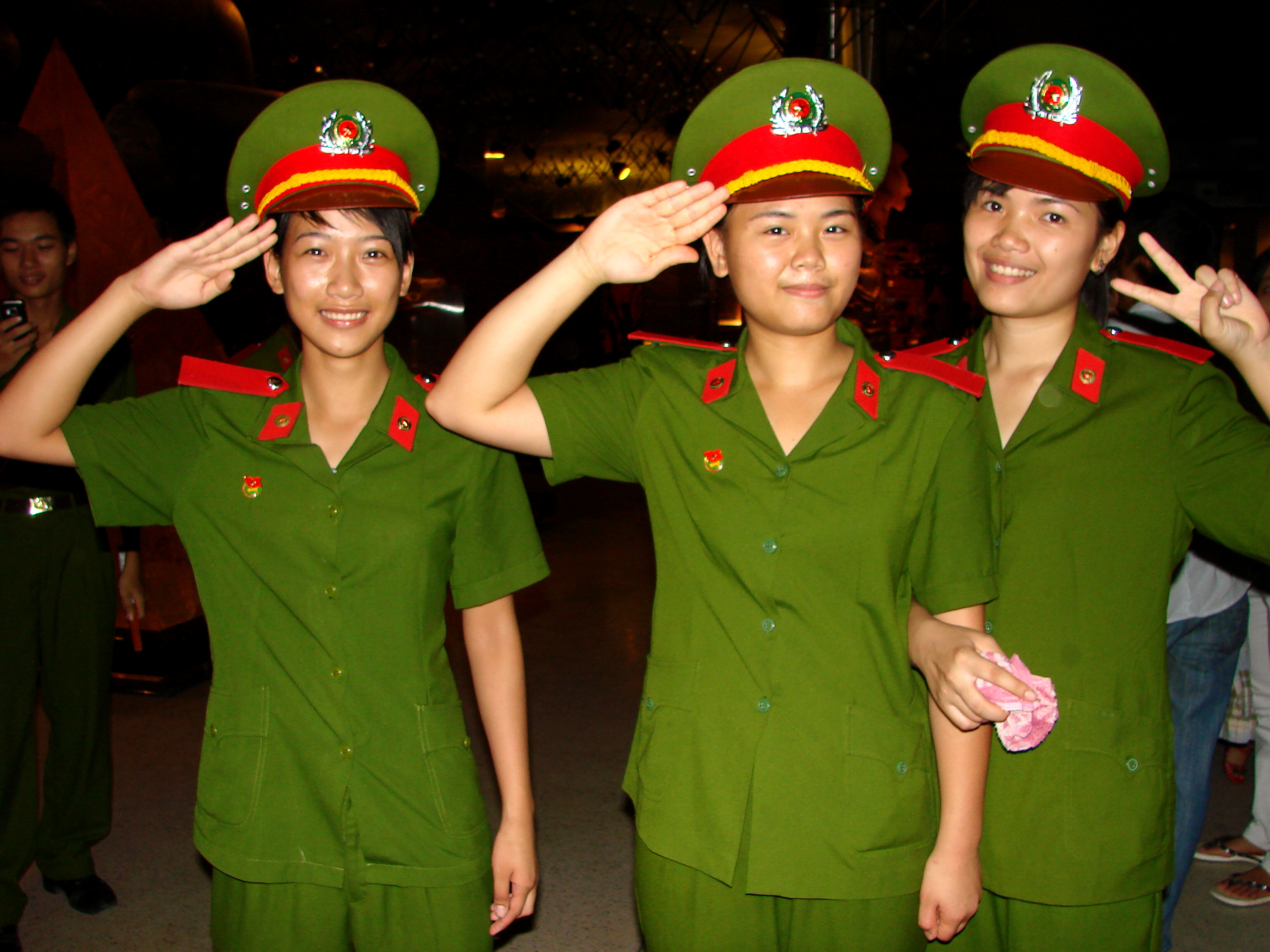
Poliziotte ad Hanoi.

### Periodo antico

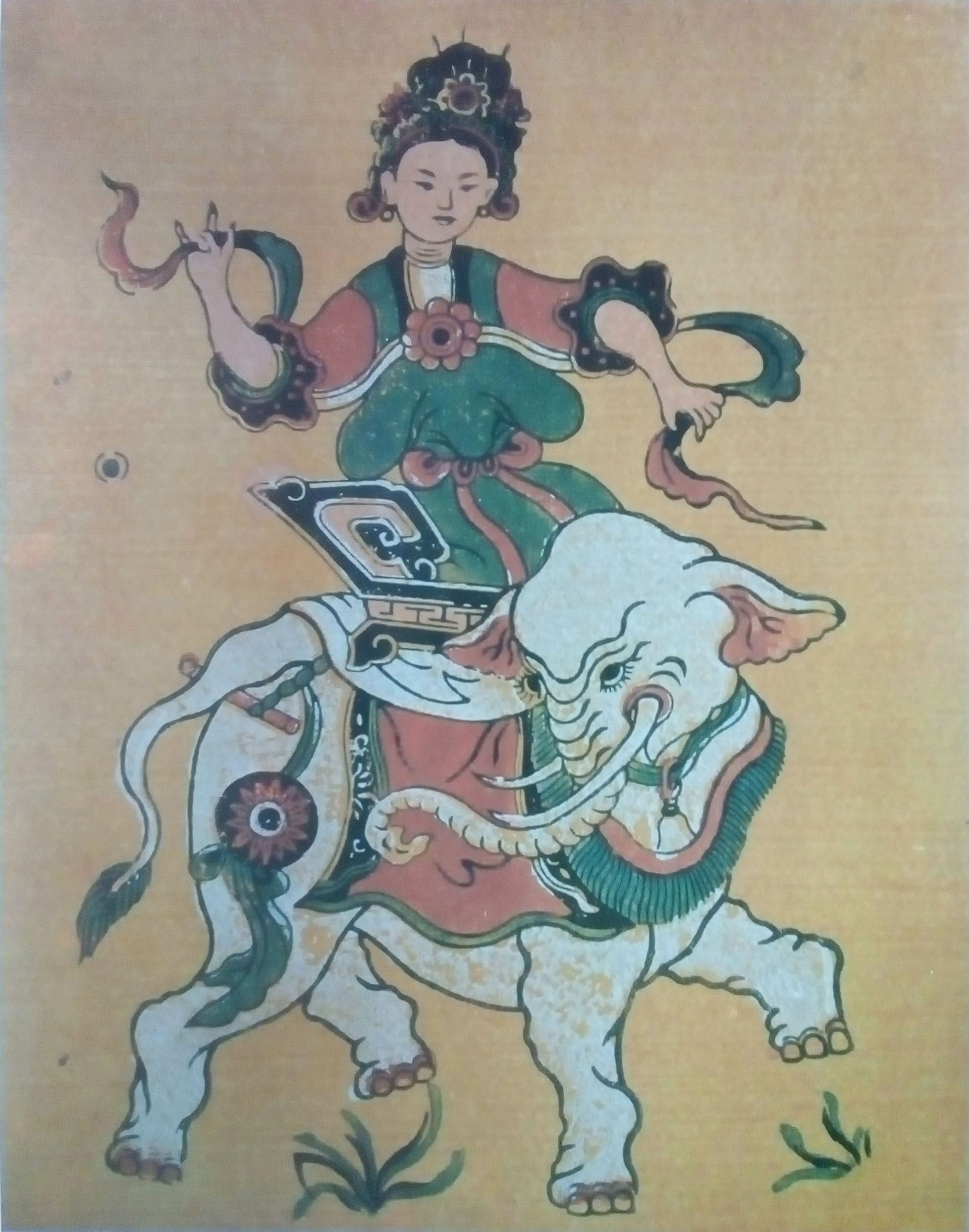
La guerriera ribelle Bà Triệu su un elefante da guerra in un libro di pittura popolare vietnamita

Le sorelle Trung si ribellarono, dopo aver organizzato un esercito contro la dinastia Han che dominava nel I secolo il paese; mentre Bà Triệu nel III secolo aizzò la rivolta contro il Regno Wu. Durante la prima dominazione cinese del Vietnam (dal 111 al 938) le ragazze venivano abitualmente vendute come schiave sessuali ai padroni: il poeta moderno Chen Yuan ha scritto una poesia che parla dell'elegante "carne burrosa delle schiave Viet". Durante tutto questo periodo di tempo si sviluppa un ampio commercio di ragazze native del Vietnam ridotte in schiavitù dai cinesi e trasferite al Nord; a seguito di ciò le ragazze dell'estremo sud del continente asiatico sono state sempre più erotizzate nella letteratura cinese e nella poesia degli esiliati.

### Epoca moderna
Un ruolo più che mai significativo è stato svolto dalle donne a favore della difesa del paese durante la Guerra del Vietnam, assumendo responsabilità come guardie a pattuglia dei villaggi spie ed agenti segreti propagandiste e reclutatrici militari: diventando così sempre più attivamente partecipi nella lotta di liberazione contro le invasioni straniere, le donne vietnamite sono state in grado di liberarsi in un colpo solo da secoli d'influenza da parte del confucianesimo che le aveva rese sempre più cittadini di serie B.

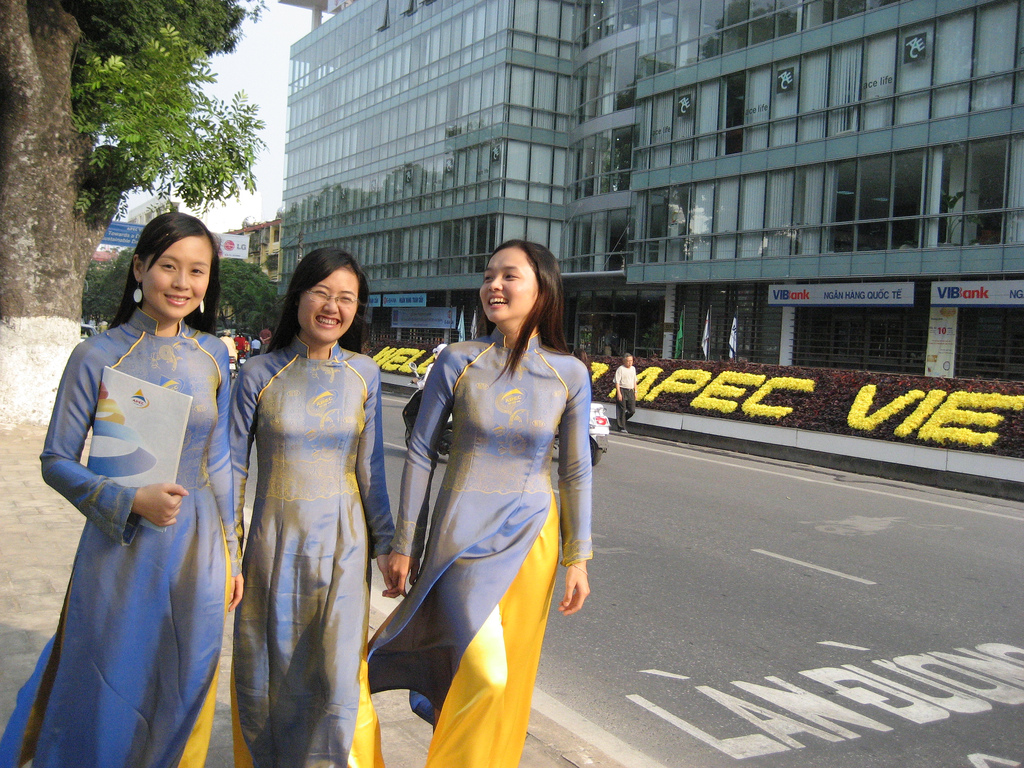
Giovani donne in Áo dài.

Storicamente il carattere e lo spirito indomito delle donne del Vietnam è stato esemplificato dal comportamento delle sorelle Trung, i primi personaggi storici a rivoltarsi contro l'oppressione cinese, caratteristica sintetizzata anche da modi di dire e proverbi.

## Diritti umani
A partire dai primi anni '80 alcune donne vietnamite si son trovate loro malgrado vittime di sequestro di persona a scopo matrimoniale (venivano rapite per esser poi vendute in Cina come mogli, ma anche di traffico di esseri umani e sfruttamento della prostituzione.
I trafficanti di esseri umani a Bangkok hanno fatto rapire e sequestrare donne vietnamite con lo scopo di stuprarle e renderle così madri surrogate, per vendere poi i neonati a ricchi clienti di Taiwan; altre, come risultato di falliti matrimoni interrazziali del Taiwan, della Corea del Sud, di Hong Kong e Singapore, divengono apolidi e perdendo così il diritto a tenere con sé i figli (la donna solitamente sposando uno straniero rinuncia alla cittadinanza vietnamita).